# Timanophon
Timanophon is een geslacht van uitgestorven procolophonide parareptielen uit de afzettingen uit het Vroeg-Trias van Archangelsk, Rusland. Het is bekend van het holotype PIN 3359/11, een gedeeltelijk skelet inclusief bijna volledige schedel en onderkaak dat voorheen werd aangeduid als Burtensia sp. door Ivachnenko in 1975. Deze benoemde de soort Burtensia burtensis in 1979.
Het werd verzameld in de vindplaatsen Mezenskaya Pizhma en Lower Syamzhen'ga van de Pizhmomezenskoi-formatie. Tien verdere exemplaren uit dezelfde plaatsen zijn PIN 3359/1-3, 3359/63-65 en 4364/35-38. De fragmentarische dentaria PIN 3360/1-3 werden verzameld in de plaats Vybor River uit dezelfde formatie. Alle exemplaren kwamen uit de Ustmylian Gorizont, daterend uit het vroege faunale Olenekien van het Vroeg-Trias, ongeveer 249-247 miljoen jaar geleden. Het werd voor het eerst benoemd door I. V. Novikov in 1991 als Timanophon raridentatus. De geslachtsnaam combineert een verwijzing naar de regio Timan met de naam van het geslacht Procolophon. De soortaanduiding betekent 'met weinig tanden'.